# Pietro Anderloni
Pietro Anderloni (* 12. Oktober 1784 in Sant Eufemia, Brescia; † 13. Oktober 1849 in Mailand) war ein italienischer Kupferstecher.

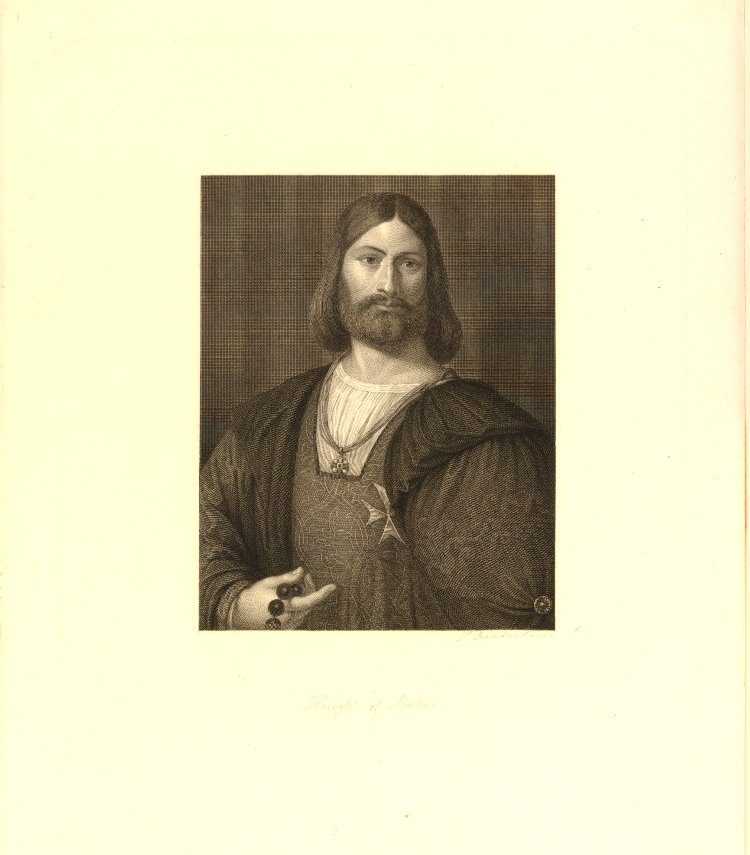
Pietro Anderloni Bust portrait of a knight of Malta

Pietro Anderloni war Schüler seines Bruders Faustino Anderloni und trat ab 1804 in Giuseppe Longhis Kupferstecherschule in Mailand ein, wo er neun Jahre unter dessen Leitung arbeitete. 1831 übernahm Anderloni nach dem Tod Longhis die Leitung der Schule. Anderlonis Vorzüge im Stichberuhen besonders darauf, dass er in alle Eigentümlichkeiten der Malerwerke genau einzugehen und sie in echt malerischer Weise wiederzugeben vermochte. Als ausgezeichnete Leistung gilt die Reproduktion von Bildern Tizians und Raffael. Er starb auf seinem Landgut Cabiate bei Mailand.
Die Königlich Niederländische Akademie der Wissenschaften (KNAW) nahm ihn 1835 als korrespondierendes Mitglied auf.